# Roberto II de Artois

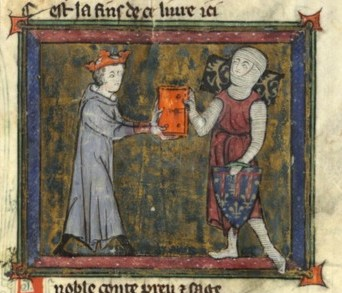
Roberto II de Artois

Roberto II de Artois (nacido en septiembre de 1250 y falleció el 11 de julio de 1302), fue hijo póstumo y heredero de Roberto I de Artois y Matilda de Brabante
Tomó parte en la Octava Cruzada, dirigida contra Túnez en 1270, demostrando ser un bravo combatiente, queriendo vengar a su padre, que había muerto en la cruzada precedente.
Su hermana Blanca de Artois, esposa de Enrique I de Navarra, muerto en 1274 aunque dejando una hija de tres años, se refugió en Francia. Felipe III de Francia confió a su primo Roberto de Artois la tarea de restablecer la paz. Asedió y tomó Pamplona y restableció la autoridad de la reina.
Con motivo de las Vísperas sicilianas (1282), marchó a Italia para ayudar a su tío, Carlos I de Anjou. A la muerte de este último, fue nombrado regente del reino de Nápoles, pues Carlos II de Anjou estaba prisionero del rey de Aragón. Cuando este obtiene la libertad, después de llegar a un acuerdo con el rey de Aragón, Roberto se marcha de Italia en 1287.
Experto soldado, Felipe IV el Hermoso le envió a combatir a los ingleses en la Guyena (1296), después en Flandes. Derrotó a los flamencos en 1297 en la Batalla de Furnes, pero su hijo Felipe, que combatía a su lado, fue gravemente herido y murió poco después. Volvió a entrar en Flandes en julio de 1302, donde empezó a devastar el campo e intentó tomar la ciudad de Cortrique. Entonces se enfrentó al ejército flamenco en la Batalla de las Espuelas Doradas. Su infantería avanzó con gran éxito contra los flamencos (en su mayor parte, milicias urbanas), pero ordenó que regresaran para permitir a su caballería hacer la exitosa carga final. Pero en el suelo desigual y empantanado, los caballeros fueron incapaces de reunir suficiente fuerza para romper la muralla de escudos de los flamencos, y fueron derrotados y asesinados. Roberto guio varias reservas en una segunda carga intentando cambiar el resultado de la batalla, pero fue detenido por la infantería flamenca.
Después de su muerte, su hija Mahaut heredó Artois, pero su nieto Roberto intentó reclamarla, sin éxito.

## Matrimonios e hijos
Se casó en París en 1262 con Amicie de Courtenay (1250 - 1275), hija de Pedro de Courtenay, señor de Conches y de Melun, de quien tuvo tres hijos:
1. Matilde de Artois (1268–1329)
2. Felipe de Artois (1269–1298)
3. Roberto (n. 1271), murió joven

Después de la muerte de esta esposa, se casó otras dos veces, sin descendencia:
- en 1277, con la heredera de Borbón: Agnes de Dampierre (1237–1288), hija de Archimbaldo IX de Borbón y de Yolanda de Châtillon, condesa de Nevers.
- el 18 de octubre de 1298 Margarita de Henao o de Avesnes († en 1342), hija de Juan II, Conde de Henao, y de Filipa de Luxemburgo.